# SVIIB
SVIIB — четвёртый и последний студийный альбом американской инди-рок-группы School of Seven Bells. Он стал финальным релизом дуэта Алехандры Дехезы (вокал) и Бенджамина Кёртиса (инструменты, продюсирование). После смерти Кертиса в 2013 году от Т-клеточного лимфобластного лейкоза Дехеза завершила работу над альбомом, используя ранее записанный материал, при участии продюсера Джастина Мелдала-Джонсена. Большая часть материала была создана до болезни Кёртиса, однако трек «Confusion» был записан уже в период его лечения при участии брата Кёртиса — Брэндона. Цифровой релиз состоялся 12 февраля 2016 года, а 26 февраля альбом вышел на лейблах Vagrant Records (США) и Full Time Hobby (Великобритания). Дехеза охарактеризовала альбом как «любовное письмо от начала до конца»; несмотря на разрыв в 2010 году, она и Кёртис оставались близкими друзьями и соратниками до самой его смерти.
Альбом получил в целом положительные отзывы: Pitchfork назвал его «самой технически совершенной работой группы, их завершённой лебединой песней». Entertainment Weekly поместил его на № 19 в свой топ-50 альбомов 2016 года, назвав его «чудесной вершиной», а AllMusic назвал его одним из лучших инди-альбомов 2016 года, назвав его «лучезарно иллюстрированным выражением блаженства, разочарования, утешения, успокоения и, в конечном итоге, горя».

## История
Работа над альбомом началась летом 2012 года, который Алехандра Дехеза описывает как один из самых вдохновенных периодов жизни: «Мы абсолютно знали, что хотим делать с музыкой. Работали бок о бок, как лучшие друзья». Несмотря на завершение романтических отношений в 2010 году, творческий союз с Бенджамином Кёртисом продолжался: «Нам не приходило в голову прекратить — между нами и музыкой не было границ».
Альбом был почти полностью задуман до постановки диагноза Кёртису. По словам Дехезы, к моменту начала его болезни около 80% материала было уже готово. После смерти Кёртиса она не смогла продолжать работу в их прежней студии в Бруклине и переехала в Лос-Анджелес, чтобы завершить альбом в студии Джастина Мелдал-Джонсена. Там она смогла вернуться к проекту с новым восприятием.
Песня «Confusion» стала последней совместной записью дуэта. В день, когда Кёртис ненадолго покинул больницу, они записали вокал, синтезаторы и завершили трек. «Он был счастлив, потому что творил», — вспоминала Дехеза. Строки «We spent so long / Facing the days together / That I forgot / How to be different from us» стали символичными в контексте всей работы.

## Музыкальный стиль и темы
В аннотации к альбому на Bandcamp Алехандра Дехеза писала, что работа над SVIIB проходила летом 2012 года во время перерыва между турами: «Это было одно из самых вдохновляющих и творческих лет в нашей жизни... Это история нас — начиная с того самого первого дня, когда мы встретились в 2004 году. Это и есть история School of Seven Bells».
Альбом продолжает характерное звучание группы — сочетание электронных аранжировок, драм-машин, мечтательного вокала и элементов дрим-попа. По мнению критиков, альбом стал более личным и эмоционально открытым. Кэтрин Сент-Асаф из Pitchfork отметила композицию «Ablaze» как «одну из самых жизнеутверждающих в поп-музыке последнего времени».
Лирика альбома проникнута темами любви, утраты, принятия и прощания. Трек «Confusion» — спокойная, почти эфемерная композиция с ощутимым внутренним напряжением. В песне «Open Your Eyes» строки «Open your eyes, love, you’ve got me crying» усиливаются контекстом посмертного релиза. Несмотря на трагизм, многие песни наполнены светом и благодарностью.
Песня «Confusion» была последней композицией, над которой Дехеза и Кёртис работали вместе, когда он проходил лечение от рака в 2013 году. Это спокойная и эфирная по звучанию композиция, но под поверхностной хрупкостью чувствуется глубокое внутреннее напряжение и боль. Вокал Дехезы — почти шёпот, а строки вроде «Clouds came in / Pushing through a window open to the wind» передают тревожную атмосферу и осознание ухода.
«Signals» описывает чувство желания и телесной близости, «Elias» — ранние стадии отношений, «On My Heart» — ревность, а «A Thousand Times More» — готовность к жертве ради другого. Завершающий трек «This Is Our Time» звучит как утверждение жизни: «Мы владеем ночью… и потрясаем землю под ногами».
Практически каждая песня SVIIB отражает тот или иной аспект отношений Дехезы и Кёртиса. «Signals» — о желании и телесной близости, «Elias» — об их первых днях вместе, «On My Heart» — о ревности, а «A Thousand Times More» — о готовности пройти через страдание ради другого. Заключительная «This Is Our Time» звучит как утверждение жизни и личной силы: «Мы владеем ночью… и потрясаем землю под ногами».
По словам Дехезы, альбом стал своеобразным завершением истории группы. Это их первый и единственный одноимённый альбом. «Каждая песня — часть нашей истории», — говорила она. Кёртис, по её словам, ощущал, что ему удалось объединить все свои музыкальные влияния в этой работе.

## Отзывы
| Совокупная оценка    | Совокупная оценка |
| Источник             | Оценка            |
| -------------------- | ----------------- |
| Metacritic           | 83/100            |
| Оценки критиков      |                   |
| Источник             | Оценка            |
| musicOMH             | [ 12 ]            |
| The Line of Best Fit | 9/10              |
| Drowned in Sound     | 9/10              |
| Pitchfork            | 8.1/10            |
| No Ripcord           | 8/10              |
| The Skinny           | [ 16 ]            |
| The Guardian         | [ 17 ]            |
| AllMusic             | [ 6 ]             |
| PopMatters           | 8/10              |
| DIY                  | [ 19 ]            |
| Under the Radar      | 8/10              |
| Mixmag               | 7/10              |
| Consequence          | B−                |
| NME                  | [ 23 ]            |
| Spin                 | 6/10              |

Обозреватели в целом положительно оценили альбом. Энди Келлман из AllMusic отметил: «Под усыпляющий, почти похожий на Анджело Бадаламенти синтезаторный шум и приглушённую мелодию клавишных Алехандра Дехеза мистифицирована и оцепенела от настоящего, не зная будущего».
Кэтрин Сент-Асаф из Pitchfork назвала альбом «технически наиболее совершённой работой группы», выделив его эмоциональную глубину и искренность. Джейсон Хеллер из NPR подчеркнул, что, несмотря на трагическую предысторию, альбом остаётся «тёплым и прекрасным», представляя собой «альбом не только о потере, но и о принятии, искуплении и утешении».
SVIIB получил оценку 83 из 100 на агрегаторе рецензий Metacritic, основанную на отзывах критиков, что свидетельствует о «в целом благоприятном» приёме.

## Список композиций
Слова и музыка всех песен — Alejandra Deheza и Бенджамина Кёртиса, кроме обозначенного.
| №  | Название                                                    | Длительность |
| -- | ----------------------------------------------------------- | ------------ |
| 1. | «Ablaze»                                                    | 5:09         |
| 2. | «On My Heart»                                               | 4:17         |
| 3. | «Open Your Eyes»                                            | 4:19         |
| 4. | «A Thousand Times More»                                     | 4:30         |
| 5. | «Elias»                                                     | 4:22         |
| 6. | «Signals»                                                   | 3:45         |
| 7. | «Music Takes Me» (Curtis, Alejandra Deheza, Claudia Deheza) | 5:10         |
| 8. | «Confusion»                                                 | 4:59         |
| 9. | «This Is Our Time»                                          | 5:17         |

## Участники и запись
Все песни написаны и исполнены Бенджамином Кёртисом и Алехандрой Дехезой. Все тексты — Алехандра Дехеза, кроме «Music Takes Me» (Алехандра и Клаудия Дехеза).
- Продюсеры: Бенджамин Кёртис, Джастин Мелдал-Джонсен
- Звукорежиссёры: Бенджамин Кёртис, Джастин Мелдал-Джонсен, Майк Шуппан
- Дополнительная запись: Брэндон Кёртис, Карлос Де Ла Гарза, Николас Вернс
- Ассистенты звукорежиссёров: Стив Чу, Гейб Уакс
- Сведение: Тони Хоффер (помощник — Кэмерон Листер)
- Мастеринг: Дэйв Кули (Elysian Masters)
- Студии записи: SVIIB Studios, Rare Book Room (Нью-Йорк), Chez JMJ (Лос-Анджелес)[8]

## Чарты
| Чарт (2016)                                  | Высшая позиция |
| -------------------------------------------- | -------------- |
| Шотландия (Scottish Albums Chart)            | 45             |
| Великобритания (UK Albums Chart)             | 54             |
| Великобритания (UK Independent Albums Chart) | 10             |
| США (Billboard Independent Albums)           | 13             |
| США (Billboard Top Heatseekers Albums)       | 1              |
| США (Billboard Top Rock Albums)              | 24             |
| США (Billboard Top Alternative Albums)       | 17             |
| США (Billboard Top Album Sales)              | 89             |
| США (Billboard Top Tastemaker Albums)        | 13             |